# Teatro Lenkom
Il Teatro Lenkom (in russo Моско́вский теа́тр Ленко́м?, Moskovskij teatr Lenkom, nome ufficiale Моско́вский госуда́рственный теа́тр и́мени Ле́нинского Комсомо́ла, Moskovskij gosudarstvennij teatr imeni Leninskogo Komsomola, Teatro statale moscovita della Gioventù comunista leniniana) è un teatro di Mosca.

## Storia
L'edificio fu realizzato nel 1907 su progetto dell'architetto Illarion Ivanov-Šic per ospitare un club mercantile. Nell'ottobre 1917 fu espropriato e trasformato in una casa dell'anarchia, e nel 1918 divenne sede dell'Università comunista Ja. M. Sverdlov. Nel 1920 ospitò il congresso del Komsomol moscovita. Successivamente fu gestito dallo stesso Komsomol come Teatro della gioventù operaia (in russo Теа́тр рабо́чей молодёжи?, Teatr rabočej molodëži), e assunse la denominazione di Teatro della Gioventù comunista leniniana nel 1938.